# Cristian Pauls
Cristian Pauls (Buenos Aires, Argentina, 1 de julio de 1957) es un actor, guionista y director de cine.
Es hijo del productor de cine Axel Pauls, y hermano mayor del escritor y periodista Alan Pauls, del actor y productor Gastón, del actor y músico Nicolás Pauls y de la actriz Ana Pauls.

## Filmografía
Director
- Final de viaje, cortometraje. 1978-79
- Sinfín (La muerte no es ninguna solución). 1988
- Por la vuelta, largometraje documental. 2002
- Imposible”, largometraje ficción. 2003.
- Ojos de cielo, documental, 2007
- La noble igualdad, documental, 2011
- Nueve bocetos bolivianos, 2012
- La patria, documental, 2010/2013
- Tiburcio, documental, 2017/18
- Un paraíso socialista (diario de William Lane), 2019, documental.
- Observatorio, documental, 2021
- El campo luminoso, documental, 2022

¡Obreros!, 2023. Documental
Actor
- Sentimental (Requiem para un amigo)  (1980)...Chofer
- Los enemigos  (1983)...Ayudante de dirección
- Por la vuelta  (2002)...Él mismo
- Imposible  (2003)

Producción
- Te extraño  (2009)

Guionista
- Sinfín[1]  (1986)
- Por la vuelta  (2002)
- Imposible  (2003)

Asistente de dirección
- Yepeto  (1999)
- Cicatrices  (2001)

Producción ejecutiva
- Servicios prestados  (mediometraje) (2008)
- Pablo Dacal y el misterio del Lago Rosario (documental)  2008)

Ayudante de dirección
- El poder de las tinieblas  (1979)
- Sentimental (Requiem para un amigo)  (1980)
- Las aventuras de Los Parchís   (1982) (segundo asistente de  director)
- Los enemigos  (1983)
- No habrá más penas ni olvido  (1983) (segundo asistente de director)
- La película del rey  (1986)
- La era del ñandú  (1986)  (primer asistente de director)

## Televisión
Director de televisión
- Tal vez será su voz, documental para TV, 2002.
- Formosa, visiones fugitivas”, documental para TV, 2003
- Horla, Ficción para TV, 2004
- Cuentos clásicos de terror   (serie)  (2004)
- Fronteras argentinas: Ojos de cielo  documental para televisión  (2007).

Guionista
- Fronteras argentinas: Ojos de cielo  documental para televisión (2007).

Productor
- Fronteras argentinas: Ezeiza  documental para televisión (2007).
- Fronteras argentinas: Por la razón o la fuerza  documental para televisión  (2007).
- Fronteras argentinas: Servicios prestados  documental para televisión  (2007).